# Lanju (ort i Kina, Zhejiang Sheng, lat 27,99, long 119,09)
Lanju (kinesiska: 五梅垟, 兰巨乡) är en ort i Kina. Den ligger i provinsen Zhejiang, i den östra delen av landet, omkring 270 kilometer sydväst om provinshuvudstaden Hangzhou. Antalet invånare är 9 396. Befolkningen består av 4 482 kvinnor och 4 914 män. Barn under 15 år utgör 16,0 %, vuxna 15-64 år 67 %, och äldre över 65 år 15,0 %.
Runt Lanju är det ganska tätbefolkat, med 80 invånare per kvadratkilometer. Närmaste större samhälle är Badu, 15,9 km väster om Lanju. I omgivningarna runt Lanju växer i huvudsak blandskog.
Genomsnittlig årsnederbörd är 2 342 millimeter. Den regnigaste månaden är juni, med i genomsnitt 422 mm nederbörd, och den torraste är oktober, med 61 mm nederbörd.